# Chất lượng thực phẩm
Chất lượng thực phẩm là chỉ tiêu chất lượng của thực phẩm được người tiêu dùng chấp nhận. Chất lượng ở đây bao gồm các yếu tố bên ngoài như ngoại hình (kích thước, hình dạng, màu sắc, độ bóng và tính nhất quán, kết cấu và hương vị) và yếu tố bên trong (hóa học, vật lý, vi sinh vật). Chất lượng thực phẩm được Mỹ thực thi trong Đạo luật An toàn Thực phẩm vào năm 1990.
Chính vì sức khỏe người tiêu dùng dễ bị ảnh hưởng bởi bất kỳ dạng ô nhiễm nào có thể xảy ra trong quá trình sản xuất nên chất lượng thực phẩm là yêu cầu rất quan cầu quan trọng trong sản xuất thực phẩm. Nhiều người tiêu dùng cũng dựa vào các tiêu chuẩn sản xuất và chế biến để biết thành phần nào phù hợp với chế độ ăn uống, yêu cầu dinh dưỡng, cũng như tình trạng sức khỏe của họ. Bên cạnh chất lượng thành phần cũng cần phải yêu cầu vệ sinh. Để sản xuất thực phẩm an toàn nhất có thể thì quan trọng là phải đảm bảo rằng môi trường chế biến thực phẩm càng sạch càng tốt.
Chất lượng thực phẩm cũng liên quan đến truy xuất nguồn gốc sản phẩm và cũng liên quan đến việc ghi nhãn để đảm bảo có thành phần chính xác và thông tin dinh dưỡng.